# Aussichtsturm Hohenmirsberger Platte

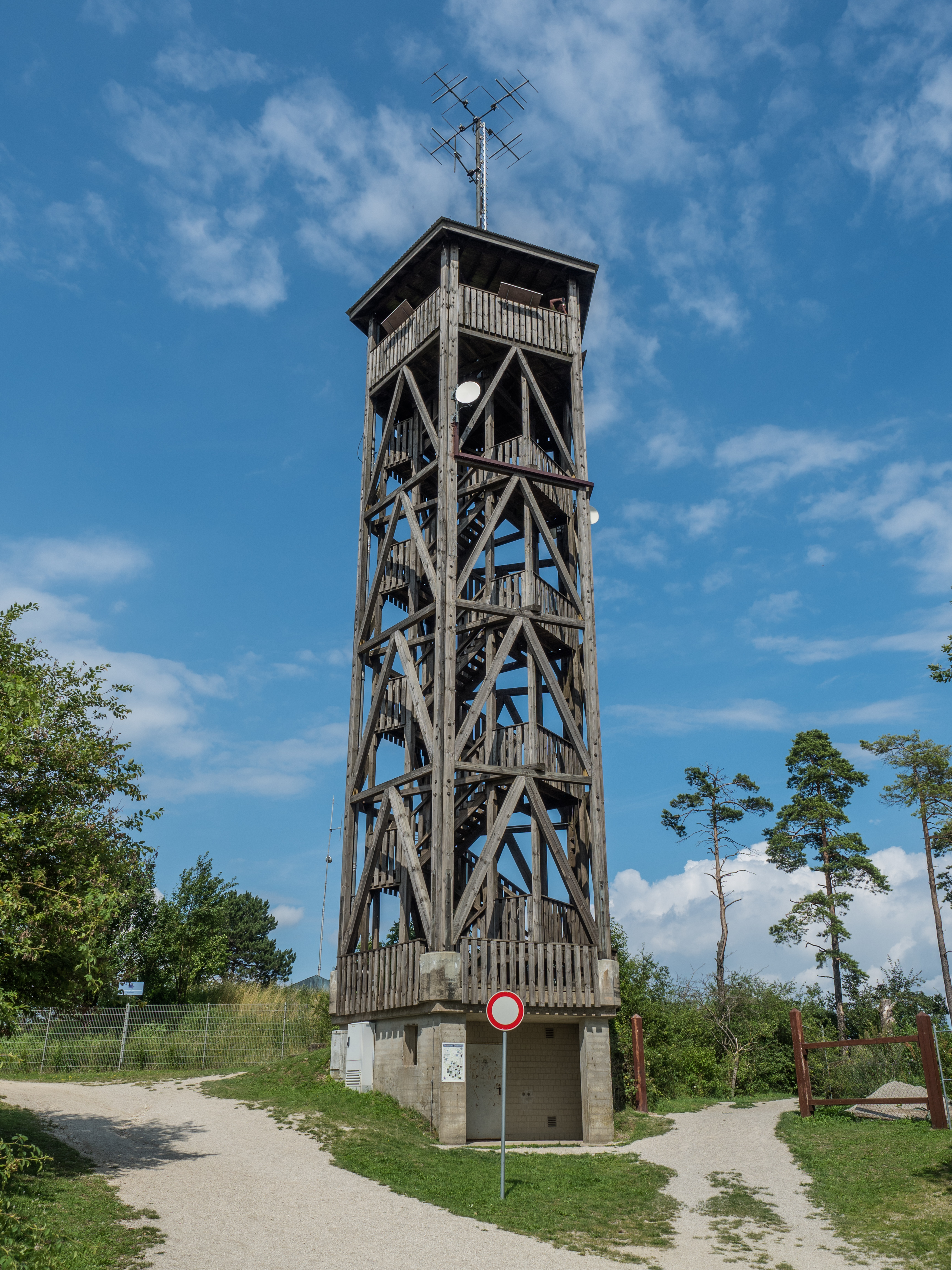
Aussichtsturm auf der Hohenmirsberger Platte

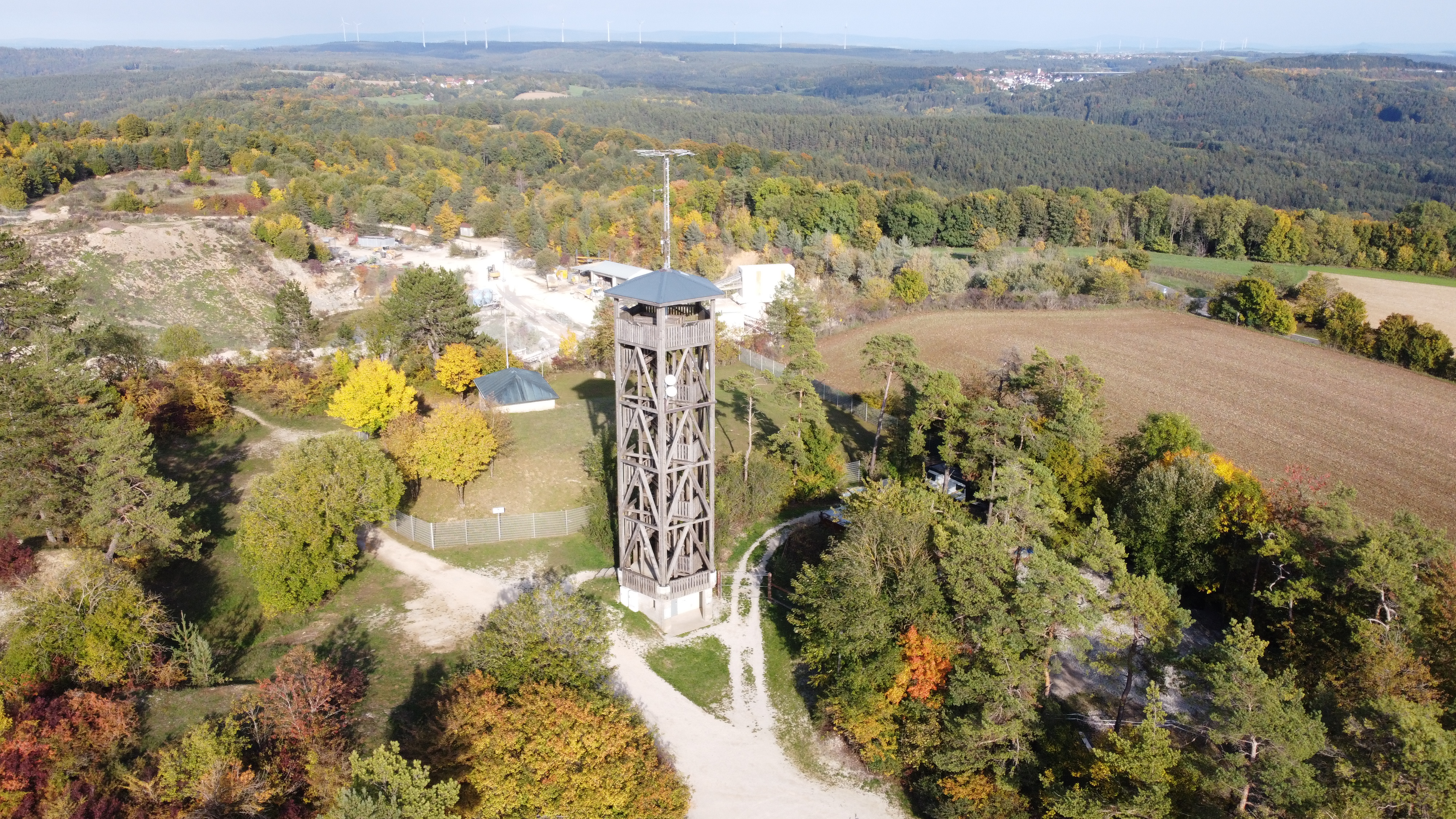
Luftbild des Aussichtsturmes Hohenmirsberger Platte (Oktober 2022)

Der Aussichtsturm Hohenmirsberger Platte ist ein 28 Meter hoher Holzturm mit einer Aussichtsplattform in 22 Meter Höhe, der auf der Hohenmirsberger Platte nordöstlich des Orts Hohenmirsberg der Gemeinde Pottenstein errichtet wurde. Er hat einen fünfeckigen Querschnitt und besitzt eine Sendeantenne zur Verbreitung des Rundfunkprogramms der Mainwelle auf 93,3 MHz mit 100 Watt ERP.